# Los Jairas
Los Jairas fue una agrupación boliviana de música folclórica creada en los años 1966.
Si bien han fusionado su repertorio con algo de jazz, son considerados los maestros del charango y de otros instrumentos musicales autóctonos de Bolivia. Han realizado varios conciertos y además han compartido los escenarios con el grupo Los Cóndores.
(No debe confundirse con el grupo chileno Los Jaivas)

## Historia
En paralelo a la creación de la primera Peña Folklórica en Bolivia en la Galería de Arte Naira de Pepe Ballón y Jorge Carrasco por parte de Gilbert Favre, nació también la agrupación Los Jairas que tuvo sus primera presentaciones en la legendaria Peña Naira.

## Miembros
- Ernesto Cavour - charango
- Gilbert Favre - quena
- Julio Godoy - guitarra
- Edgar Jofré "Yayo" - voz, batería, zampoña
- Alfredo Domínguez Romero - guitarra

## Discografía parcial
- Los Jairas
- Edgar Jofré - Los Jairas
- Grito de Bolivia- Los Jairas (1967)
- Siempre con...Los Jairas (1969)
- Edgar "Yayo" Jofré y Los Jairas (1969)
- La flute des Andes (1970)
- Lo mejor de Los Jairas (1974)
- Los Jairas en vivo (1976)
- Canto a la vida (1978)
- Al pueblo de mis ancestros (1992)